# (37650) 1994 FP
(37650) 1994 FP là một tiểu hành tinh vành đai chính. Nó được phát hiện bởi Robert H. McNaught ở Đài thiên văn Siding Spring ở Coonabarabran, New South Wales, Australia, ngày 21 tháng 3 năm 1994.